# Prolasius
Prolasius is een geslacht van vliesvleugelige insecten van de familie Mieren (Formicidae).

## Soorten
- P. abruptus Clark, 1934
- P. advena (Smith, F., 1862)
- P. antennatus McAreavey, 1947
- P. bruneus McAreavey, 1947
- P. clarki McAreavey, 1947
- P. convexus McAreavey, 1947
- P. depressiceps (Emery, 1914)
- P. flavicornis Clark, 1934
- P. formicoides (Forel, 1902)
- P. hellenae McAreavey, 1947
- P. hemiflavus Clark, 1934
- P. mjoebergella (Forel, 1916)
- P. nitidissimus (André, 1896)
- P. pallidus Clark, 1934
- P. quadratus McAreavey, 1947
- P. reticulatus McAreavey, 1947
- P. robustus McAreavey, 1947
- P. wheeleri McAreavey, 1947
- P. wilsoni McAreavey, 1947